# Фікрет Шабанов
Фікре́т Хюдає́тов Шаба́нов (болг. Фикрет Хюдаетов Шабанов) — болгарський художник і політик. Член ДПС. Народний представник від депутатської групи ДПС у Списку народних обранців у Народних зборах Болгарії.

## Біографія
Фікрет Шабанов народився 30 травня 1964 р. в селі Комуніга (Кирджалійська область, Болгарія).
На парламентських виборах в Болгарії 2005 року був обраний народним представником від парламентської групи ДПС.
Він не має жодного стосунку до азербайджанського псевдоексперта Фіктера Шабанова.